# 庞佳颖
庞佳颖（1985年1月6日—），上海人，中国游泳运动员。

## 生平
庞佳颖1991年入上海闸北区少体校，教练是张艳君。1996年进入上海市体育运动学校，教练是周振怡。1998年进入上海市体育运动技术学院，教练是潘佳章。2002年入选国家游泳队，教练是潘佳章。
庞佳颖第一次參加奧運會是在2004年的雅典奥运会。她在女子4×200米自由泳接力比赛中和徐妍玮、杨雨、朱颖文合作夺得银牌。
2006年多哈亚运会，庞佳颖一共夺得四枚金牌，包括游泳女子200米自由泳、4×100米自由泳接力、4×200米自由泳接力和4×100米混合泳接力。
另外，龐佳穎亦在2008北京奧運會的游泳比赛奪得一面銀牌和兩面銅牌，包括4×200米自由泳接力（与杨雨、朱倩蔚、谭淼、湯景之合作）、女子200米自由泳、4×100米混合泳接力（与趙菁、徐田龍子、孫曄、周雅菲合作），是中國代表團在該屆奧運會的其中一位最多獎牌的中國選手。在女子100米自由泳準決賽中，雖然取得最佳成績，但却因偷步而被取消資格。
2012年，庞佳颖代表中国出戰英國倫敦舉行的奥林匹克运动会游泳比賽女子4×200米自由泳接力賽事，并获得第四名。